# Dentinho
Bruno Ferreira Bonfim, mer känd som Dentinho, född 19 januari 1989 i São Paulo, är en brasiliansk fotbollsspelare som spelar för Sjachtar Donetsk.